# 童志云
童志云（1964年5月—），男，汉族，云南永胜人，中华人民共和国政治人物，现任云南省政协副主席、党组成员。